# Delta Tauri2
Delta Tauri2 (δ2 Tauri , förkortat Delta2 Tau, δ2 Tau) som är stjärnans Bayerbeteckning, är en jättestjärna belägen i den mellersta delen av stjärnbilden Oxen och anses ingå i stjärnhopen Hyaderna. Den har en kombinerad skenbar magnitud på 4,80 och är svagt synlig för blotta ögat. Baserat på parallaxmätning inom Hipparcosuppdraget på ca 20,2 mas,  beräknas den befinna sig på ett avstånd av ca 161 ljusår (49 parsek) från solen. Den är separerad från δ1 Tauri med 0,3°.

## Egenskaper
Delta Tauri2 är en vit till gul jättestjärna  av spektralklass A2 Vs där suffixet indikerar smala (skarpa) absorptionslinjer. Den har en massa som är 1,8 gånger solens massa och en uppskattad radie som är 1,8 gånger större än solens. Den utsänder från dess fotosfär ca 27 gånger mera energi än solen vid en effektiv temperatur på ca 8 000 K.
Delta Tauri2 är en källa till röntgenstrålning med en ljusstyrka på 101,1 × 1020 W.  Eftersom stjärnor av spektraltyp A normalt inte sänder ut röntgenstrålning, kan denna emission komma från en okänd följeslagare eller från en synkroniseringslinje.  